# バーバラ・ローデン
バーバラ・アン・ローデン（英: Barbara Ann Loden、1932年7月8日 - 1980年9月5日）はアメリカ合衆国の俳優ならびに舞台・映画監督である。『ザ・ニューヨーカー』誌のリチャード・ブロディには、「ジョン・カサヴェテスに匹敵する女性（映画人）」("female counterpart to John Cassavetes") と評された。
ノースカロライナ州で生まれ育った後、当初はニューヨークでCMモデルやコーラスライン・ダンサーとして活動した。1950年半ばにはコメディ番組『ザ・アーニー・コヴァックス・ショー』に相棒役としてレギュラー出演し、高名なアクターズ・スタジオの終生会員となった。また、1961年の『草原の輝き』をはじめ、2番目の夫エリア・カザンの監督映画に複数出演している。1964年にブロードウェイで上演された『転落の後に』ではトニー賞演劇助演女優賞を獲得した（この作品はカザンが演出した）。
1970年には自ら映画『WANDA/ワンダ』を執筆・監督・主演し、1970年のヴェネツィア国際映画祭で最優秀外国映画賞を獲得するなど画期的な自主映画として評価された。1970年代を通して、彼女はオフ・ブロードウェイや地方劇場作品の監督、また2本の短編映画制作などに取り組んだ。1978年には乳癌と診断され、2年後に48歳で没した。

## 人生とキャリア

### 1932年〜1954年：幼少期
ローデンは1932年7月8日に、ノースカロライナ州アシュビルで生まれた。父は理容師で、彼女は自分自身を「ヒルビリーの娘」"hill-billy's daughter" と表現していた。幼い頃に両親は離婚し、彼女は敬虔な母方祖父母に同州マリオン郊外のアパラチア山脈山中で育てられた。自身では子ども時代は精神的に貧しかったと述懐している。ローデンは恥ずかしがり屋で謙虚、優美で物腰柔らかに話す孤独な人間だったと書かれている。16歳になったローデンは虐待を受けた子ども時代から逃れるようにニューヨークへ移り住み、探偵作品・恋愛作品雑誌のモデルとして働き始めた。ピンナップガール、モデル、ナイトクラブ・コパカバーナのダンサーとして小規模な成功を収めた後、女優になるためアクターズ・スタジオで学び始めた。当時は映画嫌いを公言しており、「スクリーン上の人々は完璧で、自分にみすぼらしさを感じさせるのだった」"People on the screen were perfect and they made me feel inferior." と述べていた。

### 1955年〜1959年：初期の舞台・テレビ作品

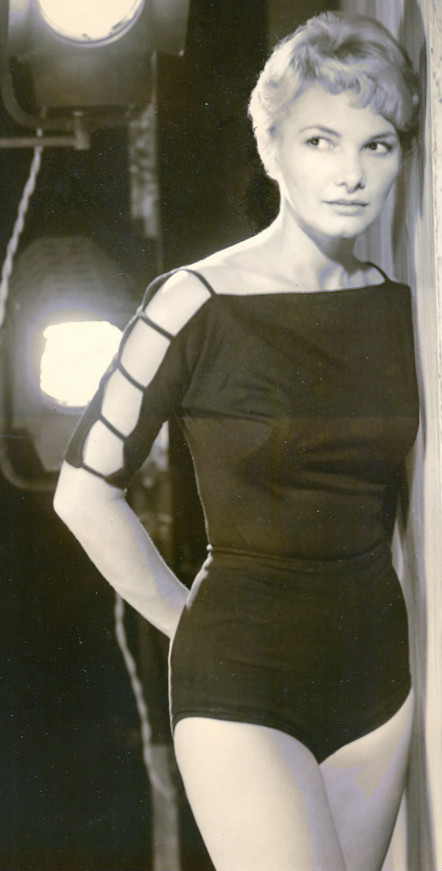
1958年のローデン、NBCのドラマ番組の宣伝材料より

ローデンは1957年に "Compulsion" でニューヨークの舞台デビューを果たし、ロバート・レッドフォードと共演の "The Highest Tree"、ベン・ギャザラと共演の "Night Circus" など舞台でキャリアを積んだ。『ザ・アーニー・コヴァックス・ショー』で「貧弱な身なり」("scantily clad") をしたコヴァックスの相棒役として出演して成功したが、最初の夫でテレビ番組製作者・映画配給業のローレンス・"ラリー"・ヨアキム（英: Laurence "Larry" Joachim）とも共に働くことになった。ローデンを採用するというコヴァックスの決定に対し、当初別のプロデューサーが拒否権を出す予定だったことから、彼女はコヴァックスに大きな借りがあると述べていた。ローデンは「アーニーは私に申し訳なく思って」("Ernie felt sorry for me") 、絨毯の上で転げ回ったり、顔にパイを投げつけられるというスタントの相棒役を彼女に与えたのだと話している。

### 1960年〜1966年：映画、エリア・カザンとの結婚

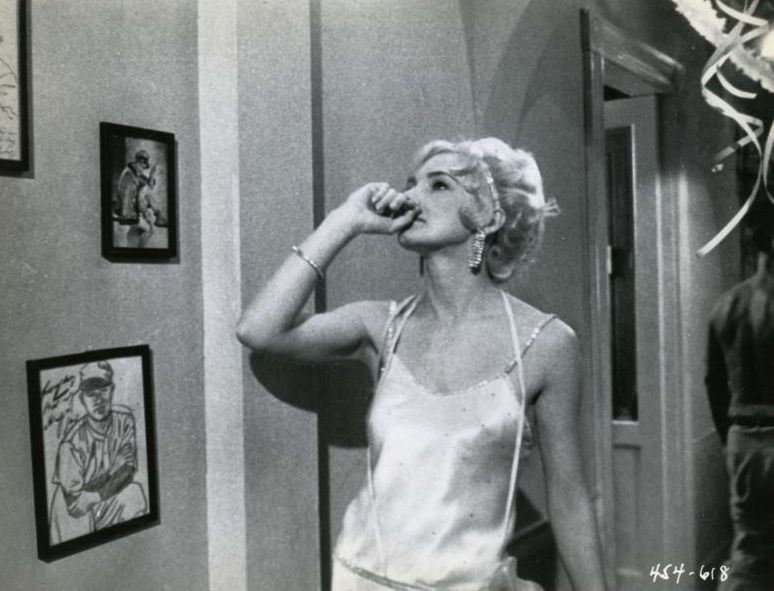
1961年の映画『草原の輝き』に出演するローデン

1960年、ローデンはエリア・カザンの映画『荒れ狂う河』に出演し、モンゴメリー・クリフトの秘書役を演じた。翌1961年にもカザンの『草原の輝き』に出演し、ウォーレン・ベイティの姉役を演じたことが広く知られている。
また、カザンがリンカン・センター・レパートリー・カンパニー (Lincoln Center Repertory Company) の舞台作品『転落の後に』（1964年）を制作した際には、マリリン・モンローをモデルにしたキャラクター・マギーを演じて有名になった（この作品はモンローの元夫で劇作家であるアーサー・ミラーが執筆した）。ローデンはこの作品でトニー賞演劇助演女優賞を獲得したほか、国内紙でブロードウェイに関する記事を書いているライターの協会が授与するアウター・クリティクス・サークル賞も獲得した。作品のレビューでローデンは「新ジーン・ハーロウ」("new Jean Harlow") や「悩殺的な金髪美女」("blonde bombshell") などと書き立てられた。1980年には、自身の人生経験が投影されていたため、この作品の脚本に引きつけられたのだと回想している。
ローデンは1950年代に最初の夫ラリー・ヨアキムと結婚しており、ひとり息子マルコ (Marco) がいた。互いに不倫生活を経た後、1966年にローデンとカザンは結婚した（カザンはローデンより23歳年上であった）。カザンとの間には息子レオ (Leo) が生まれ、疎遠になったり離婚を考えたりもしたが、結局はローデンが48歳で亡くなるまで夫婦であり続けた。
カザンはローデンとの関係を侮蔑的にも語っている。自伝である『エリア・カザン自伝』"Elia Kazan: A Life" の中で、カザンはローデンを支配したかったが上手くいかなかったと明かしている。ローデンについては「愛情と贔屓がない交ぜになって、彼女の性的能力と田舎らしい喧嘩っ早さを強調して」("with a mix of affection and patronization, emphasizing her sexuality and her backcountry feistiness") 書き立てた。カザンは「横柄な」("condescending") 態度で、ローデンが出世するのに自身の「性的魅力」("sexual appeal") へ頼り切りになり、カザンが「彼女を失うのではないか」と恐れたことを嘆いている。しかしながらカザンの筆によれば、カザンはローデンを「保護しようと」("protective") していた。一方でローデン自身は、カザンに比して劣等感を感じていた。
ローデンの映画界でのキャリアは波乱に満ちている。初めて得た映画の大役はフランク・ペリー監督の『泳ぐひと』（1968年、バート・ランカスター主演）になるはずだったが、ポスト・プロダクション中にプロデューサーのサム・スピーゲルと脚本・監督チーム「ペリーズ」の間でローデンのシーンが議論になった。脚本を担当したエリノア・ペリーによると、スピーゲルは問題のあったラフカットをハリウッド中で見せ始め、人気映画監督の友人たちにどうすべきか聞いて回った。カザンも影響力の大きい有名映画監督のひとりだった。彼もスピーゲルの私的試写会にこっそり招かれ（スピーゲルはカザンの映画『波止場』のプロデューサーである）、最終版に口出ししていたと伝わる。最終的にペリーは製作中に解雇され、いくつかのシーンはシドニー・ポラックを招聘し、配役替え・再撮影などが行われた（ランカスター自ら複数シーンの再撮影のため出資したとも報じられている）。配役替え・再撮影が行われたシーンの大半は悪名高くもローデンのシーンで、彼女の代わりにブロードウェイの舞台女優ジャニス・ルールがキャスティングされた。作品のクレジットにはローデン、ポラックどちらの名前も載っていない。失われたシーンの記録として残っているのはセットで撮影されたスチル写真のみで、2014年にクリス・イニスが制作したドキュメンタリー "The Story of The Swimmer" で見ることができる。

### 1967年〜1980年：映画・舞台の監督
女優としてキャリアを築く中、ローデンは銀行強盗の共犯者として審理にかけられていた女性が、判事の判決へ感謝を示していたという新聞記事を読む。この話に触発されたローデンは、ペンシルベニア州の鉱山地帯で貧困に喘ぐ女性が、新聞記事と同様の陰謀に巻き込まれていくという脚本『WANDA/ワンダ』を執筆した。監督を引き受けてくれそうな人へ手当たり次第脚本を送った後、ローデンは「誰もこの女性がどんな人物か理解してくれなさそうだ」("didn't seem to understand what this woman was about") と感じた。運良く友人のハリー・シャスター (Harry Schuster) が映画への出資を申し出たため、彼女は自ら監督を務め、撮影技師・映画編集者のニコラス・T・プロフィアズ (Nicholas T. Proferes) と共に11万5千ドルの低予算で映画を制作することにした。
『WANDA/ワンダ』は半自伝的な作品で、「こそ泥にひっつかれた、受動的で孤立した鉱山夫の妻」("passive, disconnected coal miner's wife who attaches herself to a petty crook") を描いている。シネマ・ヴェリテで即興的なスタイルは革新的で、当時アメリカ合衆国では、女性監督作品が劇場公開されるのも稀なことであった。手持ちカメラ、無名の場所での撮影、16mmフィルムで撮影されたライティング（35mmフィルムへ引き伸ばし）、ほぼアマチュアの役者による即興などを鑑み、映画評論家のリチャード・ブロディは、この作品は当時のヌーヴェルヴァーグというより、ジョン・カサヴェテスが行っていた即興の監督作品により近いと評している。映画評論家のデイヴィッド・トムソンは、「『WANDA/ワンダ』は予測できない瞬間と生々しい空気が満載で、状況も登場人物もクリシェに陥ることがない」("Wanda is full of unexpected moments and raw atmosphere, never settling for cliché in situation or character.") と書いた。この作品は1970年のヴェネツィア国際映画祭で唯一審査を通過した米国映画となり、同年の最優秀外国映画賞を獲得したほか、翌1971年にはカンヌ国際映画祭に出品された唯一の米国映画となった。2010年にはグッチが出資してカリフォルニア大学ロサンゼルス校映画&テレビアーカイブが作品を修復し、マンハッタンにあるニューヨーク近代美術館 (MoMA) で上映された。
『WANDA/ワンダ』は正規の配給を経ず、ニューヨークや大学などで短期間上映されたのみで全国上映には至らなかったが、作品はアメリカの裏社会に漂流する女性を、反ハリウッド的視点で描いた画期的な作品と評価された。ローデンはタイトルロールのワンダについて、「彼女はこのひどく醜い生活から抜け出そうとしているが、道具を持ち合わせていない」("She's trying to get out of this very ugly type of existence, but she doesn't have the equipment") と述べており、当時の映画的ヒロインに対して独立心のあるアイデアで、ワンダをアンチ・ヒロインに仕立て上げた。2017年には、「文化的、歴史的、そして審美的に重要な作品」("culturally, historically, or aesthetically significant") として、アメリカ国立フィルム登録簿登録作品となった。
その後ローデンが長編映画を制作することはなかったが、ラーニング・コーポレーション・オブ・アメリカ (Learning Corporation of America) のために教育的短編映画を2本監督している。1作目の "The Frontier Experience"（直訳：フロンティア体験）は1975年に発表された。作品ではローデン演じる開拓者の未亡人が、カンザス州で子どもたちと厳しい冬を乗り越えようとする。『WANDA/ワンダ』の「政治的続編」("political prequel")と評され、同様のテーマを扱っている。第2作の "The Boy Who Liked Deer"（直訳：鹿が好きな少年）は1978年に公開された。この作品はヴァンダリズムに警鐘を鳴らす訓話で、2人の少年が誤って鹿に毒を盛ってしまう話である。
死の4ヶ月前、ローデンはカッチャ・ラガネリ (Katja Raganelli) によるドキュメンタリー作品 "I Am Wanda" でインタビューを受けている。死の直前数ヶ月を写したもので、彼女が演技クラスで指導する様子などが収められている。

## 死去
1978年、ローデンは乳癌と診断された。当時彼女はプロフィアズと共にいくつか脚本を完成させており、カザンによればそれは「アメリカ合衆国の生活で無視されてきた部分に捧げられた」("devoted to the neglected side of American life") ものであった。乳癌の診断を受けたころ、彼女はカザンと別居し離婚を考えていたが、病気の発覚で離別は避けられることになった。1980年7月、ローデンは演技の師だったポール・マン (Paul Mann) と共に、オフ＝オフ＝ブロードウェイで一幕物の舞台作品に取り組んだ。彼女は監督・プロデューサー・主演女優として働く予定だったが、作品を完成させる気力を失ってしまった。この頃を回顧してローデンは「わたしの人生は当時あまりにも辛かった」("my life was hard too much of the time") と述べているが、一方で人生の平穏を得られたともしている。
診断当時、ローデンはケイト・ショパンの『目覚め』を長編映画化する予定だったが、癌治療のために断念せざるを得なかった。彼女は1980年9月5日に乳癌のため、ニューヨークのマウントサイナイ病院で亡くなった。

## スタイルとテーマ
唯一の長編映画作品『WANDA/ワンダ』はシネマ・ヴェリテで撮られている。ローデンはハリウッド式を拒み、世界を「あるがままに」("as it actually is") 写すことを望んだ。彼女はアマチュア役者と働くことを好み、映画のオリジナル脚本にも彼らの人生が広く投影されている。映画は主要な制作陣がわずか4名で制作された。これらの事情から、作品は即興劇の様式となっている。映像には複数のアンディ・ウォーホル映画からの影響を見て取れる。
ローデンの女優、そして映画製作者としての仕事は、彼女自身の人生からインスピレーションを得ている。彼女はトニー賞を得たマギー役について、「教育を受けておらず」「受け入れてもらいたいというひどく強い欲求を持っている」("not educated" / "had a very strong need to be accepted") 点で自分によく似ていると話している。カザンはローデンの作品について、「彼女はいつも何かに対する自分の気持ちを脚色していた」("she's always dramatizing her own feelings about something.") と述べている。『転落の後に』で演じたマギーのように、ワンダもデライラ・ファウラーも学の無い女性である。
『WANDA/ワンダ』と "The Frontier Experience" に共通するメインテーマは、女性の力の無さである。どちらの作品でも母親が困難な状況に陥る。ローデンはこれらの主題を更に深掘りする戯曲を作ろうとしていたが、闘病のため完成させることはできなかった。『WANDA/ワンダ』はフェミニスト作品と呼ばれているが、ローデン自身にはそのような意図はなかった。非情な女性の描写が有名だが、ポーリン・ケイル (Pauline Kael) が人物描写を「間抜けだ」("dumb") と述べるなど批判にも遭った。

## レガシー
実験的映画製作者マルグリット・デュラスは『WANDA/ワンダ』、特にローデンが自身の性格を画面上で表現できたことに刺激を受けたとし、エリア・カザンとのインタビューで次のように語っている。「『WANDA/ワンダ』には奇跡が詰まっていると思う。普通なら視覚的な表現と文字の間、また主題と演技の間には距離があるものだ。この作品の中ではそういった距離が完璧に消されている、そこにあるのはバーバラ・ローデンとワンダとの瞬時で永遠の連続性なのだ」。デュラスはワンダの「士気喪失」("demoralization") を表現したローデンについて、「尊く力強く、暴力的で奥深い」("sacred, powerful, violent and profound") と述べている。カザンは同じインタビューで、ローデンの演技能力をマーロン・ブランドと比較し、「彼女のやっていることには、常に即興や驚きの要素が含まれている。私の知る限り、同じことができたのは若い頃のブランドだけだ。彼は自分が言おうとしていることを正確に知っていることなどなく、だからこそ彼の口から出てくるものは全てとても活き活きとしているのだ」と述べた。
『WANDA/ワンダ』は『俺たちに明日はない』のように犯罪映画へ恋愛要素を盛り込むようなことは目指していなかった。ローデンはむしろ気骨のあるドキュメンタリーのようなアプローチを好んで選んだ。
「滑らかな映画は本当に嫌いで……信じられないくらい完璧ですから。見た目だけでなくて、リズムやカットの技術、音楽——つまり全てにおいてです。技術が滑らかになればなるほど、中身もどんどん滑らかになっていって、最終的には人物も含めて全てがフォーマイカになるんです」

"I really hate slick pictures... They're too perfect to be believable. I don't mean just in the look. I mean in the rhythm, in the cutting, the music—everything. The slicker the technique is the slicker the content becomes, until everything turns into Formica, including the people."
ローデンは1960年代後半から70年代初頭にかけて活躍した数少ない女性監督のひとりになったが、撮影当初は『WANDA/ワンダ』がフェミニスト映画になることなど考えていなかったという。
「自分が『WANDA/ワンダ』を作った時、意識改革や女性解放については何も知らなかった。映画が完成した時にやっと始まったばかりだった。映画は女性解放に関する作品ではない。実際のところは、女性への、そして人々への抑圧に関する作品だ……女性であるということは未踏の領域で、我々はある種パイオニアであって、女性であるということの意味を探し求めている」

"When I made Wanda, I didn't know anything about consciousness raising or women's liberation. That had just started when the film was finished. The picture was not about women's liberation. It was really about the oppression of women, of people... Being a woman is unexplored territory, and we're pioneers of a sort, discovering what it means to be a woman."
2012年、フランス人の有名著作家ナタリー・レジェによる書籍 "Supplément à la vie de Barbara Loden" が出版された。この本は『WANDA/ワンダ』とローデンの人生に発想を得て、事実と創作を織り交ぜながら、生きていることの本質を追究するものである。2016年には "Suite for Barbara Loden" という英題で翻訳本が出版された。2021年には、アナ・バックマン・ロジャース (Anna Backman Rogers) が書籍 "Still Life: Notes on Barbara Loden's "Wanda" (1970)" を出版し、『WANDA/ワンダ』の主題を分析し、長く続く重要性を論じている。

## フィルモグラフィ

### 映画
| 年     | 作品名                           | 役名                                | 備考                                                           | Ref.   |
| ------ | -------------------------------- | ----------------------------------- | -------------------------------------------------------------- | ------ |
| 1960年 | 荒れ狂う河 Wild River            | ベティ・ジャクソン Betty Jackson    |                                                                | [ 40 ] |
| 1961年 | 草原の輝き Splendor in the Grass | ジニー・スタンパー Ginny Stamper    |                                                                | [ 40 ] |
| 1968年 | 泳ぐひと The Swimmer             | シャーリー・アボット Shirley Abbott | 出演シーンカット、ジャニス・ルールに変更され再撮影             |        |
| 1968年 | 夏の日にさよなら Fade In         | ジーン Jean                         | テレビ映画                                                     | [ 40 ] |
| 1970年 | WANDA/ワンダ Wanda               | ワンダ・ゴロンスキ Wanda Goronski   | 脚本・監督も兼任 1970年ヴェネツィア国際映画祭 最優秀外国映画賞 | [ 40 ] |
| 1975年 | The Frontier Experience          | デライラ・ファウラー Delilah Fowler | 短編映画、監督・制作も兼任 最後の映画出演                      | [ 29 ] |
| 1975年 | The Boy Who Liked Deer           |                                     | 短編映画、監督・制作                                           | [ 31 ] |
| 1980年 | I Am Wanda                       | 本人として                          | ドキュメンタリー作品                                           | [ 32 ] |

### テレビ番組
| 年              | 作品名                                                             | 役名                                       | 備考                                              |
| --------------- | ------------------------------------------------------------------ | ------------------------------------------ | ------------------------------------------------- |
| 1955年 – 1957年 | ザ・アーニー・コヴァックス・ショー The Ernie Kovacs Show           |                                            | レギュラー出演                                    |
| 1962年          | アルコア・プレミア Alcoa Premiere                                  | ベティ・ジョンソン Betty Johnson           | エピソード："The Boy Who Wasn't Wanted"           |
| 1962年          | ネイキッド・シティ Naked City                                      | ペニー・ソナーズ Penny Sonners             | エピソード： "Torment Him Much and Hold Him Long" |
| 1966年          | CBSプレイハウス：ガラスの動物園 CBS Playhouse: The Glass Menagerie | ローラ・ウィングフィールド Laura Wingfield |                                                   |

## 舞台作品
| 年              | 作品名 | 役名                            | 備考                                               | Ref.   |
| --------------- | --- | ------------------------------- | -------------------------------------------------- | ------ |
| 1957年          | Compulsion | 端役                            | ブロードウェイ・シアター                           | [ 6 ]  |
| 1958年          | Night Circus |                                 | ベン・ギャザラと共演                               | [ 41 ] |
| 1959年          | ルック・アフター・ルル!（原題） Look After Lulu!                                                                                            | ギャビー Gaby                   | ブロードウェイ作品、ノエル・カワード監督作品       | [ 42 ] |
| 1959年          | The Highest Tree |                                 | ブロードウェイ作品、ロバート・レッドフォードと共演 | [ 43 ] |
| 1960年          | The Long Dream | 白人女性 / White Girl           | ブロードウェイ作品                                 | [ 44 ] |
| 1964年 – 1965年 | 転落の後に After the Fall | マギー Maggie                   | ブロードウェイ作品、演劇助演女優賞                 | [ 6 ]  |
| 1964年          | But for Whom Charlie | シーラ・マロニー Sheila Maloney | ブロードウェイ作品                                 | [ 45 ] |
| 1964年          | The Changeling | ベアトリス / Beatrice           | ブロードウェイ作品                                 | [ 46 ] |
| 1968年          | Winter Journey |                                 | ブロードウェイ作品                                 | [ 47 ] |
| 1968年          | カントリー・ガール The Country Girl |                                 | ブロードウェイ作品                                 | [ 48 ] |
| 1969年          | Home is the Hero | N/A                             | オフ・ブロードウェイ、監督作品                     | [ 47 ] |
| 1975年          | The Love Death Plays of William Inge | N/A                             | オフ・ブロードウェイ、監督作品                     | [ 49 ] |
| 1976年          | Berchtesgaden | N/A                             | 地方公演、監督作品                                 | [ 50 ] |
| 1980年          | カム・バック・トゥ・ザ・ファイブ・アンド・ダイム、ジミー・ディーン、ジミー・ディーン Come Back to the Five and Dime, Jimmy Dean, Jimmy Dean | モナ / Mona                     | オフ・ブロードウェイ                               | [ 8 ]  |